# Andernos-les-Bains
Andernos-les-Bains egy francia település Gironde megyében az Aquitania régióban. Lakosainak száma 12 614 fő (2022. január 1.). A lakosait Andernosiens -nek nevezik. Lakosainak száma 12 614 fő (2022. január 1.).

## Története
A település már a prehistorikus időben is létezett. A gall-római falu a barbár inváziók során elpusztult. Andernos nevet 1898-ban Andernos-les-Bains-re változtatta a közösség

## Adminisztráció
Polgármesterek:
- 1971–1973 Lucien Ribe
- 1973–1974 Cazenave Franck RI
- 1974–2014 Philip Pérusat UMP
- 2014–2020 Jean-Yves Rosazza

## Demográfia
| Lakosok száma | 4676 | 5971 | 7176 | 10 278 | 11 575 | 11 687 | 11 645 | 12 242 | 12 284 | 12 614 |
|               | 1968 | 1982 | 1990 | 2006   | 2013   | 2015   | 2017   | 2019   | 2020   | 2022   |

## Látnivalók
- Andernos-les-Bains mólója
- Saint-Éloi templom
- Quinconces természetvédelmi terület

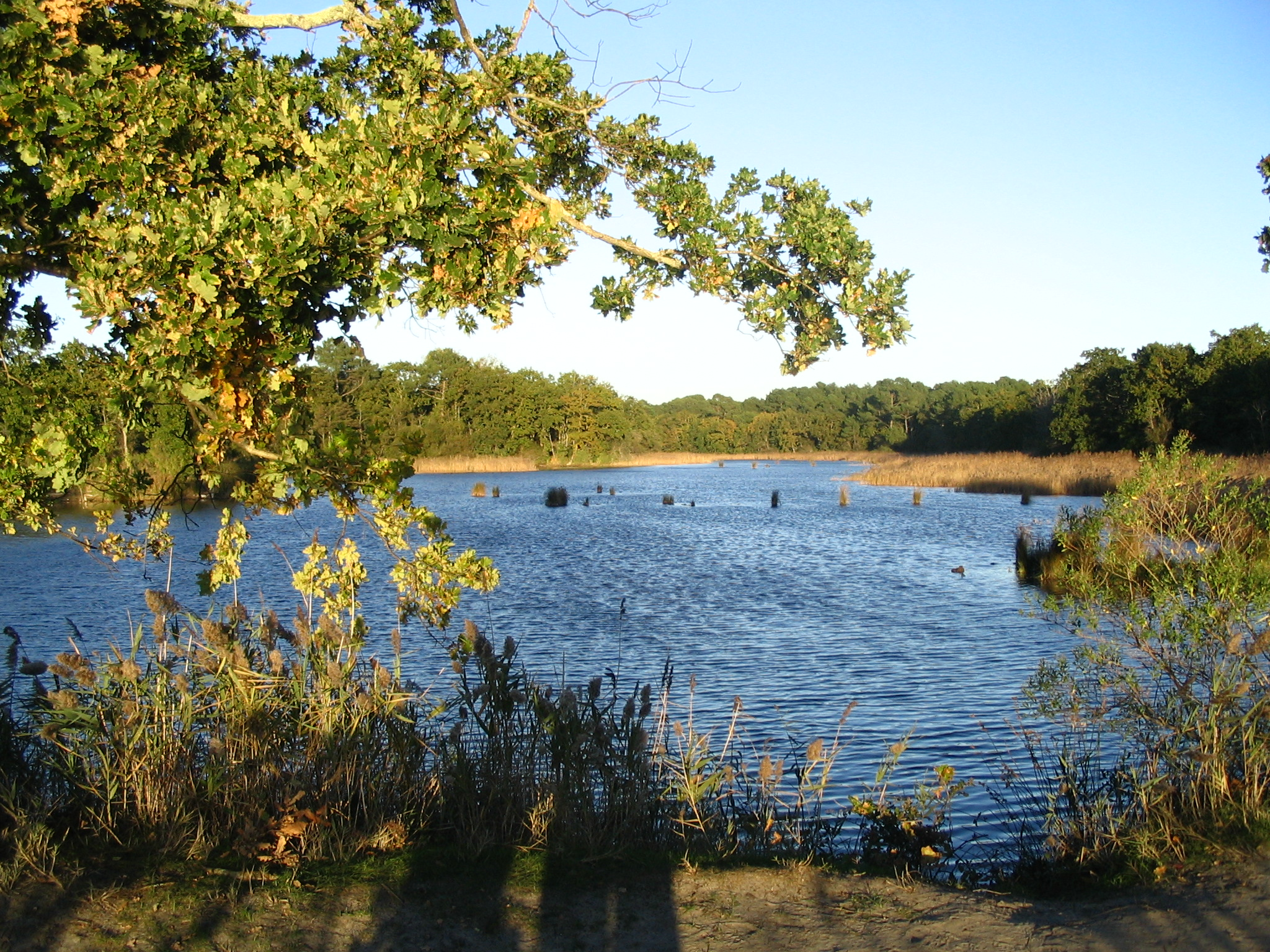
Quinconces
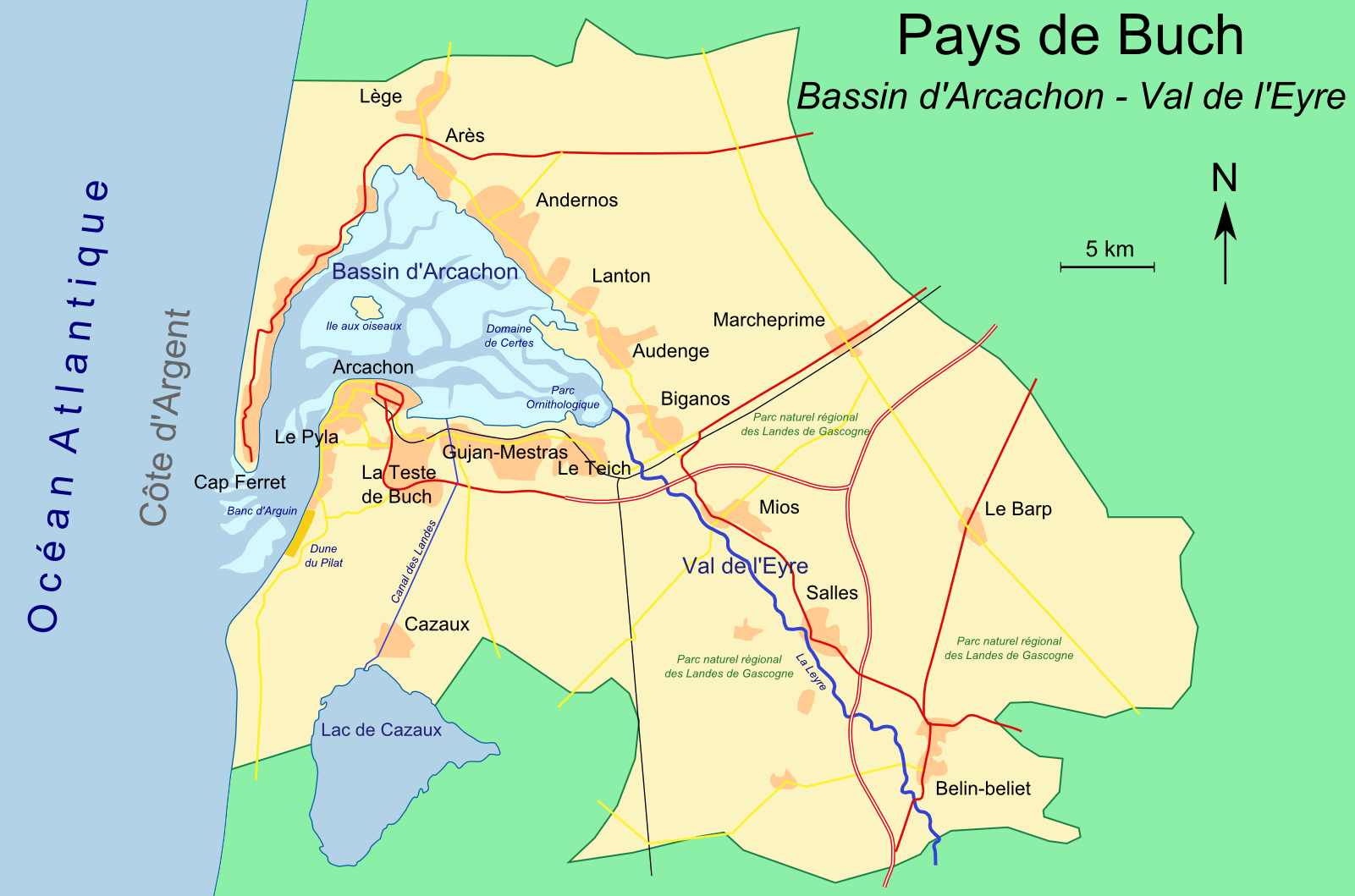
A város térképe

## Testvérvárosok
- Németország - Nussloch, 1977
- Spanyolország - Segorbe, 1994
- Skócia - Largs, 2009

## Fordítás
- Ez a szócikk részben vagy egészben  az   Andernos-les-Bains című francia Wikipédia-szócikk fordításán alapul.  Az eredeti cikk szerkesztőit annak laptörténete sorolja fel. Ez a jelzés csupán a megfogalmazás eredetét és a szerzői jogokat jelzi, nem szolgál a cikkben szereplő információk forrásmegjelöléseként.